# Stranger (canción de Hilary Duff)
«Stranger»  o  (Extraño), es el tercer sencillo del álbum Dignity de Hilary Duff. Incluye ritmos de música electrónica, pop rock, R&B, dance y beats balineses. La canción habla de las crisis familiares. Al componer la letra de la canción, Duff se inspiró en los problemas que sostenían sus padres en el matrimonio. 
Stranger fue compuesta por Hilary Duff y Kara DioGuardi con las colaboraciones de Vada Nobles, Derrick Haruin y Julius Diaz.
Esta fue la canción más exitosa de Duff en los clubs y discotecas norteamericanas. Enarboló el primer lugar de las listas dance estadounidenses y debutó en la posición 97 en el Billboard Hot 100, convirtiéndose en el sencillo de Duff con la más baja posición, de cualquier otro anterior que haya enarbolado alguna posición de dicha lista. Fue lanzado también en la radio estadounidense el 10 de julio de 2007 y alcanzó el puesto 82 del Airplay Mediabase, lista que indica diariamente las canciones más oídas en las radios norteamericanas. Mientras que, en otros países como Hong Kong, Malta o Letonia se colocó entre las 20 canciones más emitidas por las emisoras de radio de esos países.
El sencillo fue exitoso en las listas de Bulgaria, donde alcanzó la segunda posición de las listas. En la República Checa, alcanzó el número 3 y permaneció varias semanas en ese lugar y, en Italia, Stranger debutó en el sexto lugar. El 3 de septiembre Stranger fue lanzado finalmente en el Reino Unido, después de un retraso de varias semanas, pero únicamente como descarga digital. "Stranger" fue un éxito para Duff en las discotecas y clubes del mundo pese a la poca promoción que le dio su compañía discográfica, Hollywood Records, posicionándose en el número 97 del Billboard Hot 100, una de las ubicaciones más bajas en la historia de Duff, siendo menos exitoso que su sencillo With Love. Sin embargo, la canción logró la misma hazaña de su anterior sencillo, ubicándose en la primera posición el Billboard Hot Dance Club Play y Hot Dance Airplay.

## Vídeo
El vídeo fue dirigido por Fatima Robinson, quien trabajó con Fergie, y fue filmado en una mansión de Silver Lake en la ciudad de Los Ángeles. El video fue estrenado en Yahoo! Music vía internet el 30 de mayo de 2007 y en televisión el 6 de junio en TRL, debutó en la décima posición, avanzó al número 2 y a los 27 días sale del programa. Mientras que en Canadá en MuchMusic se convirtió en el segundo vídeo de Duff en alcanzar la cima de la cuenta descendiente de esa emisora. En los 10+ pedidos de Latinoamérica, permaneció 124 días en el conteo y ha sido número 1 unas 25 veces.

### Versión oficial
El vídeo comienza con el personaje de Duff corriendo en busca de su esposo. (Caleb Lane), ella encuentra en la habitación una carta y una pulsera de otra mujer. En otra escena Duff sigue a su esposo, que está siendo seducido por otra mujer. Luego, se muestra una gran cena, él le da un beso a Duff, pero después liga con otra mujer. El video corta a una escena donde aparecen una bailarinas exóticas entreteniendo a un grupo de hombres en un salón, incluyendo al esposo de Duff, quien comienza a seducir a una de las bailarinas, luego aparece Hilary bailando la danza del vientre. Otra vez se corta y aparecen nuevamente en la escena de la cena, Duff conversa con la otra mujer y con los demás invitados. Después aparece Hilary en un club bailando en frente de su esposo con otro hombre y provocándole celos. En la última parte del vídeo aparecen Duff y su esposo discutiendo, ella revisa los mensajes de texto del teléfono de su marido y se da cuenta de que él la ha estado engañando desde hace mucho tiempo. Finalmente, Duff se va de la casa con una maleta en mano.

### Segunda versión
Una segunda versión del vídeo fue filtrada en la Red en enero de 2010. Pocas escenas cambian respecto a la versión oficial: El vídeo cambia al inicio, ya que en lugar de que Duff corra a buscar a su esposo, comienza con la escena en la que Hilary encuentra la carta de otra mujer. De ahí, el vídeo sigue como la versión normal hasta el minuto 3:16, donde aparecen unas escenas inéditas de Hilary bailando en el club. En un momento, corta y aparecen unas imágenes de los invitados de Duff en su gran cena bailando acrobaticamente un tipo de danza hindú. Al cortar esas imágenes, el vídeo termina como la versión normal.

## Lista de temas
| CD Promocional 1. «Stranger» 2. «Stranger» (Vada Nobles mix) Promo remixes 1. «Stranger» (Vada mix) - 4:21 2. «Stranger» (Albert Castillo club mix) - 6:47 3. «Stranger» (Albert Castillo radio edit) - 3:51 4. «Stranger» (Bermúdez & Preve Neon mixshow edit) - 4:38 5. «Stranger» (Bermúdez & Preve Neon radio edit) - 3:30 6. «Stranger» (Jody den Broeder 86 club mix) - 7:28 7. «Stranger» (Jody den Broeder 86 edit) - 4:04 8. «Stranger» (Jody den Broeder Royal dub) - 8:07 9. «Stranger» (Smax & Thomas Gold remix) - 8:50 10. «Stranger» (Smax & Thomas Gold dub) - 8:34 11. «Stranger» (Wawa remix) - 7:07 12. «Stranger» (Wawa dub) - 6:19 13. «Stranger» (Wawa radio mix) - 3:11 14. «Stranger» (Vission Solmatic mix) - 6:22 15. «Stranger» (Richard Vission vs Dave Aude club mix) - 6:05 16. «Stranger» (Richard Vission vs Dave Aude One dub) - 5:20 17. «Stranger» (Richard Vission vs Dave Aude mixshow) - 5:36 18. «Stranger» (Richard Vission vs Dave Aude edit) - 3:22 19. «Stranger» (radio edit) - 3:16 20. «Stranger» (original edit) - 3:22 21. «Stranger» (UK radio edit) - 3:08 | CD Single de España 1. «Stranger» (álbum versión) 2. «Stranger» (Smax & Thomas Gold club mix) 3. «Stranger» Wawa mix) 4. «With Love» (Bimbo Jones club mix) CD Single Mexicano 1. «Stranger» - 4:12 2. «Stranger» (WaWa mix) - 7:09 3. «Stranger» (A Castillo club mix) - 6:46 |

## Listas
| País           | Lista                  | Mejor posición |      |
| 2008           | 2008                   | 2008           | 2008 |
| -------------- | ---------------------- | -------------- | ---- |
| Australia      | ARIA Charts            | 49             |      |
| Canadá         | Canadian Hot 100       | 86             |      |
| Estados Unidos | Billboard Hot 100      | 97             |      |
| Estados Unidos | Dance Club Songs       | 1              |      |
| Estados Unidos | Streaming Songs        | 1              |      |
| España         | Spanish Singles Charts | 14             |      |
| Italia         | Italian Singles Charts | 6              |      |
| Reino Unido    | UK Singles Chart       | 102            |      |